# Michel del Castillo
Michel del Castillo —o Miguel Janicot del Castillo— (Madrid, 2 de agosto de 1933-Sens, Borgoña-Franco Condado, 17 de diciembre de 2024) fue un escritor hispano-francés. 

## Biografía
Hijo de un rico terrateniente francés y de una noble española comprometida con el Frente Popular. Su padre Michel Janicot abandonó a su esposa Cándida Isabel del Castillo en 1935 tras haberse convencido de su infidelidad: volvió a Francia y no se ocupó más de su hijo. Cándida Isabel fue encarcelada de 1936 a 1937, periodo durante le cual el joven Michel la visitó acompañado de su abuela. Madre e hijo abandonaron España en 1939 para reunirse con Michel Janicot, quien les ayudó financieramente pero rehusó volver con su antigua esposa. El joven Michel estuvo con su madre durante un tiempo en el Casino de Vichy. Su padre la hace internar con Michel en el campo de Rieucros (Mende) durante la Segunda Guerra Mundial. Este campo de refugiados políticos fue descrito por el escritor en su primera novela, Tanguy. Sin embargo guardará un cierto afecto por la villa de Mende, donde una escuela lleva su nombre. Tras evadirse, el niño es internado en un campo de exterminio nazi en Alemania de 1942 a 1945.
Repatriado a España, Michel del Castillo es llevado a un centro de reeducación, el Asilo Durán de Barcelona, un hospicio para huérfanos republicanos donde pasa cuatro duros años y del que se evade en 1949; por fortuna es acogido en un colegio jesuita de Úbeda, un centro SAFA donde pasó algún tiempo como interno, aprendiendo cuatro horas de latín por la mañana y cuatro de griego por la tarde. Con el padre Mariano Prados ("Pardo" en Tanguy) descubre la literatura; éste averiguó que tenía un medio hermano y logra que vaya a las Canarias a conocerlos invitado durante unas vacaciones de verano. Como su padre no responde a sus cartas desesperadas, parte a Sitges para trabajar como obrero de una cementera en 1950. Tras dos años enseñando francés en Huesca, intenta estudiar una carrera en Zaragoza, pero cae gravemente enfermo; vuelve a Francia en 1953 donde se reencuentra a su padre, que le abandona nuevamente. Afortunadamente, su tío Stéphane y su mujer Rita lo acogen y se convierten en sus "verdaderos padres". A partir de 1955 estudia ciencias políticas y psicología antes de consagrarse a la literatura. Este último año se reencuentra por azar en París con su madre y se da cuenta de que ella no ha intentado buscarlo, creándole así un nuevo tormento interior. En 1957 se licencia en psicología y publica Tanguy, una primera novela con la que alcanza un éxito mundial.
Influido por los escritores Miguel de Unamuno y Fiodor Dostoievski, sus libros han obtenido numerosos premios como, en 1973, el Premio de los Libreros y el de Deux Magots por Le Vent de la nuit; el Renaudot por La noche del decreto (1981), donde se refleja la lúgubre estampa del franquismo; el premio Femina por el ensayo Colette, une certaine France (1999) y el Premio Mediterráneo de 2006 por su Dictionnaire amoureux de L’Espagne. Es miembro de la Real Academia de la Lengua y Literatura Francesa de Bélgica desde 1997.

## Obra seleccionada
- Tanguy (1957)
- La Guitarra (1958)
- Tara (1962)
- Gérardo Laïn (1967)
- El Viento de la Noche (1973), Premio Deux Magots.
- El silencio de la piedras (1975), Premio Chateaubriand.
- El sortilegio español' (1977)
- Los cipreses mueren en Italia (1979)
- La noche del decreto (1981), Premio Renaudot.
- Sevilla (1986)
- El demonio del olvido (1987)
- Muerte de un poeta (1989)
- Une femme en soi (1991), Premio del Levante.
- Andalucia (1991)
- El crimen de los padres (1993), Premio RTL-Lire.
- Calle de los Archivos (1994), Premio Maurice Genevoix.
- De padre francés (1998)
- Colette, una cierta Francia (1999), Premio Femina.
- Colette de viaje (2002)
- Le Jour du destin (2003), teatro.
- Sortie des artistes (2004)
- Diccionario amoroso de España (2005), Premio Mediterráneo.
- La Mémoire de Grenade (2005), teatro.
- La Religieuse de Madrigal (2006), novela.
- La Vie mentie (2007), novela.
- Le Temps de Franco (2008), narración.